# 塞凡足球會
塞凡足球會（英語：Sevan Football Club)） 是一家位於亚美尼亚中部塞凡湖沿岸城市塞凡的職業足球會，成立於2018年，前身為塞凡少年足球會（Junior Sevan Football Club）。在成立的第一年，塞凡少年獲得參加亞美尼亞甲組足球聯賽。儘管贏得2018-19年甲組聯賽冠軍，但球隊因為沒有達到一定的標準而沒有獲得升級到超聯許可。2019年6月25日，球隊宣布更名為塞凡足球會。在亞美尼亞甲組聯賽打了三個賽季後，終於在2020-21年亞美尼亞甲組聯賽奪得冠軍首次升上頂級聯賽。
2021年12月1日，亞美尼亞足協紀律委員會投票贊成將塞凡從亞美尼亞超級聯賽中除名，事源塞凡對艾拉斯克特及葉里溫中央陸軍體育會中連續兩場比賽拒絕出場，結果塞凡的所有成績都被取消。

## 球會榮譽
- 亞美尼亞甲組足球聯賽《第二級》

 冠軍： (1) 2020–21